# Yuhi Sekiguchi

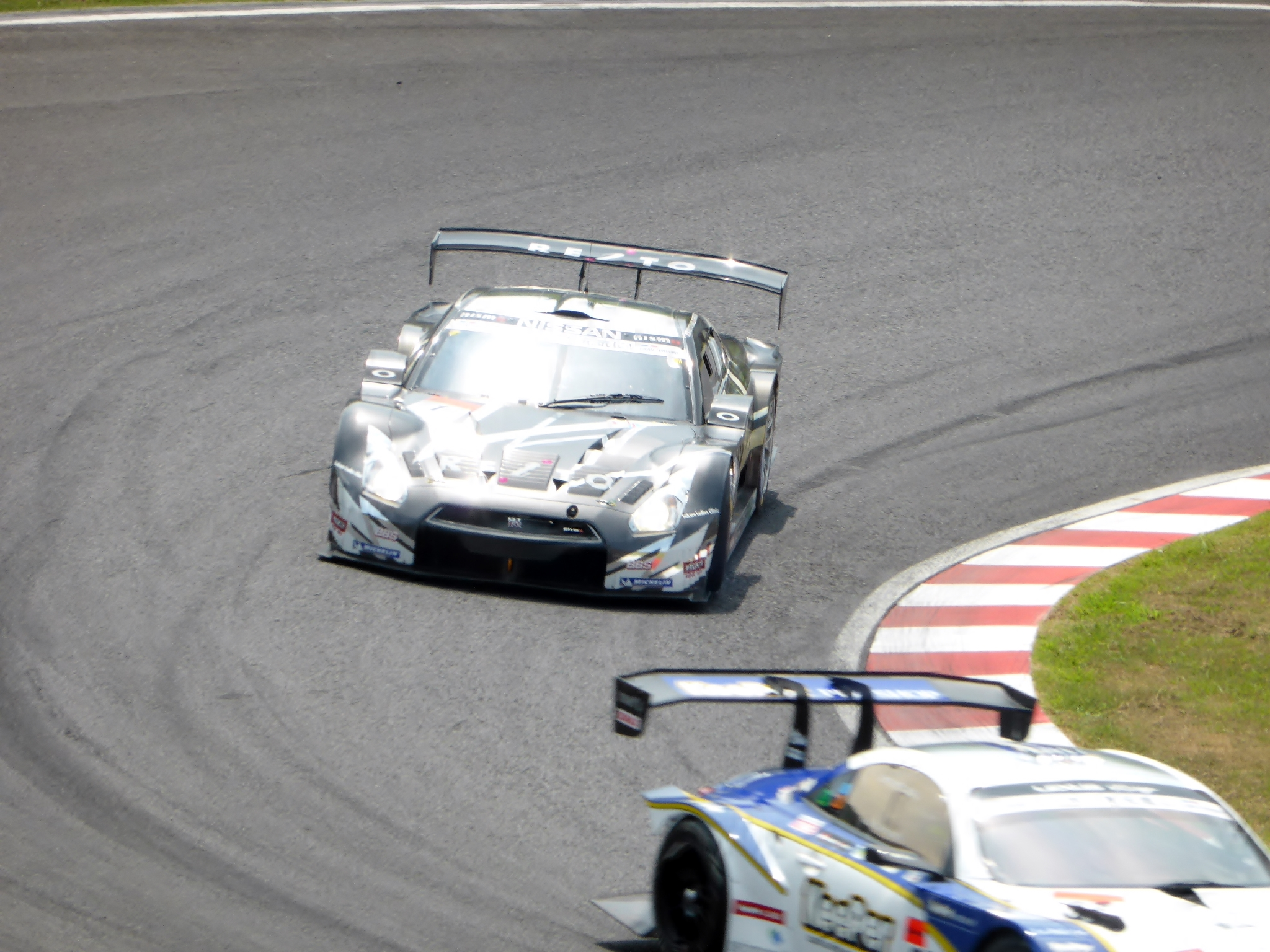
Yuhi Sekiguchi (2013)

Yuhi Sekiguchi (Japans: 関口 雄飛, Sekiguchi Yūhi) (Nakano (Tokio), 29 december 1987) is een Japans autocoureur die anno 2009 in de All-Japan F3 rijdt.

## Loopbaan
- 2004: Aziatische Formule Renault Challenge, team Asia Racing Team (2 races).
- 2005: Formule Toyota, team onbekend.
- 2006: Formule Toyota, team onbekend (kampioen).
- 2006: Formule Challenge Japan, team onbekend (3 overwinningen, kampioen).
- 2007: All-Japan F3, team Now Motorsport.
- 2008: International Formula Master, team Euronova Racing.
- 2008: Super GT, team WedaSport (1 race).
- 2008-09: GP2 Asia Series, team David Price Racing (2 races).
- 2009: All-Japan F3, team Aim Sports (nationale klasse).

## GP2 resultaten

### GP2 Asia resultaten
| Jaar    | Inschrijving       | 1          | 2          | 3       | 4       | 5        | 6        | 7       | 8       | 9       | 10      | 11       | 12       | Rang | Punten |
| ------- | ------------------ | ---------- | ---------- | ------- | ------- | -------- | -------- | ------- | ------- | ------- | ------- | -------- | -------- | ---- | ------ |
| 2008–09 | David Price Racing | CHN FEA NF | CHN SPR 12 | UAE FEA | UAE SPR | BHR1 FEA | BHR1 SPR | QAT FEA | QAT SPR | MAL FEA | MAL SPR | BHR2 FEA | BHR2 SPR | 32   | 0      |